# Thomas (évêque des Angles de l'Est)
Pour les articles homonymes, voir Thomas (prénom) et Thomas.
Thomas est un prélat anglo-saxon du milieu du VIIe siècle. Il est le deuxième évêque des Angles de l'Est, de 647 ou 648 à sa mort, en 652 ou 653.

## Biographie
D'après l'Histoire ecclésiastique du peuple anglais de Bède le Vénérable, Thomas occupe le poste de diacre auprès de l'évêque Félix de Burgondie, premier titulaire du diocèse des Angles de l'Est. Bède précise également qu'il est originaire de la province des Gyrwas, un peuple qui occupe la région des Fens, dans l'actuel Cambridgeshire, à l'ouest de l'Est-Anglie à proprement parler.
Thomas est ordonné évêque par l'archevêque Honorius de Cantorbéry après la mort de Félix, survenue en 647 ou 648. Bien que Bède n'en dise rien, il est probable qu'il participe à la propagation de la foi chrétienne dans son peuple durant son épiscopat, voire avant. Il occupe l'évêché pendant cinq ans, jusqu'à sa propre mort en 652 ou 653. Un natif du Kent, Berhtgisl, est sacré par Honorius pour lui succéder.